# 八洋食品
八洋食品株式会社（はちようしょくひん）は、福岡県糟屋郡新宮町に本社を置く日本の食品会社。主に餃子や水餃子の製造販売を行っている。

## 概要
国産材料の使用と、厳格な衛生管理が同社のこだわりである。主要取引先は、生活協同組合、量販店、外食産業である。
西日本ではトップシェアと利益を誇る。また、単一工場によるチルド餃子の生産量は日本一である。
同社は中国製冷凍餃子中毒事件の風評被害に遭っており、事件発覚直後の2008年2月には売上が半減したが、のちに回復している。
主力商品「博多発ラーメン屋さんの餃子」は、テレビ東京『ワールドビジネスサテライト』チルド餃子ランキング2013で上位にランクインした。2013年に創業50周年を迎えた。
CMに使用している楽曲は、作詞作曲は小林亜星、歌はのこいのこ（「パタパタママ」や「はたらくくるま」が有名）である。

## 沿革
- 1963年 - 福岡市東区東浜で設立、チルド餃子の製造販売を開始
- 1979年 - 本社工場完成、福岡県糟屋郡新宮町へ移転
- 1981年 - 関西工場進出
- 1982年 - 関東工場進出
- 1985年 - 本社工場増築完成
- 1986年 - 関西工場新築移転（滋賀県近江八幡市）
- 1991年 - 関東工場新設移転（群馬県渋川市）
- 2000年 - 本社新工場完成
- 2012年12月 - 本社工場が食品の国際認証規格SQFの認証を取得
- 2013年 -創業50周年を迎える
- 2016年 -本社製麺工場を増設

## 主な商品

### 餃子
- 伝統の味 七味八珍
- 博多発ラーメン屋さんの餃子(2001年5月発売)
- 桜島美湯豚餃子(2009年3月発売)
- ジャンボ肉餃子（業務用）
- しそ入り餃子(2015年3月発売)
- 大砲ラーメン監修 達人の餃子(2015年4月発売)
- 博多八助 肉汁焼き餃子(2017年7月発売)
- おいしいキャベツたっぷり餃子(2019年3月発売)
- 華味鳥 博多の焼き餃子(2020年3月発売)
- うまかよ！博多肉餃子(2021年3月発売)

### 水餃子・スープ餃子・ワンタン
- しょうゆ味のワンタン
- とんこつ味のワンタン
- 直伝水餃子
- 華味鳥 博多の炊き餃子(2016年9月発売)
- あごだしスープの肉餃子(2020年9月発売)

## 提供番組
- 天気予報（RKBラジオ）
- Weather Report（FM FUKUOKA）